# Монс Кальпе
СК «Монс Кальпе» — футбольний та спортивний клуб з Гібралтару. Заснований у 2013 році, команда грає у Прем'єр-дивізіоні Гібралтару. Домашні матчі приймає на стадіоні «Вікторія», місткістю 5 000 глядачів.

## Історія
«Монс Кальпе» створений Кіраном Альманом, Джеймсом Рідом, Філіпом Дебоно, Річардом Лаваньє та Адріаном Баллестеро у 2013 році після вступу Гібралтару в Європейську асоціацію футболу (УЄФА), що спричинило підвищений інтерес до футболу. Після вражаючого дебютного сезону 2013-2014 років у Другому дивізіоні Гібралтару, клуб посів друге місце в лізі. Однак цього року команда поступилася з рахунком 2:0 команді Сент-Джозефс у матчі плей-оф підвищення. Наступний сезон команда мала труднощі повторити свою успішну гру, конкуруючи зі значно сильнішими претендентами на підвищення, і протягом більшої частини сезону перебувала в середній частині турнірної таблиці, врешті-решт закінчивши на 8-му місці.
Після посилання складу влітку 2015 року «Монс Кальпе» отримав другий шанс на підвищення у матчах плей-оф проти команди Прем'єр-дивізіону Британнії. Перемога в цій грі дозволила молодому клубу підвищитись у класі.
За підсумками першого сезону «Монс Кальпе» фінішував на п'ятому місці. У наступному сезоні команда також фінішувала на підсумковому п'ятому місці.
Перед сезоном 2018–19 перед клубом поставили задачу виходу до єврокубків. У чемпіонаті клуб посів четверте місце, поза зоною єврокубків, не пощастило і в Кубку Гібралтару клуб вибув у півфіналі поступившись «Гібралтар Юнайтед» 1–0.
Надалі команда міцно закріпилась в середині таблиці, найвище досягнення цього періоду, це п'яте місце в сезоні 2023–24 років.

## Виступи в єврокубках
| Сезон   | Турнір                | Раунд | Клуб         | Вдома | На виїзді | Разом |
| ------- | --------------------- | ----- | ------------ | ----- | --------- | ----- |
| 2021–22 | Ліга конференцій УЄФА | 1К    | Санта-Колома | 1–1   | 0–4       | 1–5   |

Примітки
- 1К: Перший кваліфікаційний раунд